# Hydrophis curtus
Espèce
Synonymes
- Hydrus curtus Shaw, 1802
- Lapemis curtus (Shaw, 1802)
- Hydrophis pelamidoides Schlegel, 1837
- Lapemis loreatus Gray, 1843
- Hydrophis pelamidoides var. annulata 
Fischer, 1855
- Hydrophis propinquus Jan, 1859
- Hydrophis abbreviatus Jan, 1863
- Hydrophis brevis Jan, 1863
- Hydrophis fayreriana Anderson, 1871

Statut de conservation UICN

 LC  : Préoccupation mineure
Hydrophis curtus ou Lapémide court est une espèce de serpents de la famille des Elapidae.

## Répartition
Cette espèce marine se rencontre dans le nord de l'océan Indien et l'Ouest du océan Pacifique dans les eaux des Émirats arabes unis, du Sultanat d'Oman, de l'Iran, du Pakistan, de l'Inde, du Sri Lanka, de la Birmanie, de la Thaïlande, de la Malaisie, du Viêt Nam, de la République populaire de Chine, de Taïwan, du Japon, des Philippines, de l'Indonésie, de la Papouasie-Nouvelle-Guinée et du nord de l'Australie.

## Description
Hydrophis curtus mesure jusqu'à 110 cm. Cette espèce a la face dorsale verdâtre ou jaunâtre avec des bandes noires encerclant le corps ou se rétrécissant latéralement. Sa face ventrale est blanchâtre. C'est un serpent marin venimeux vivant sur les fonds sablonneux ou vaseux. C'est l'une des espèces les plus souvent capturées. Elle est parfois commercialisée en Thaïlande.

## Publication originale
- Shaw, 1802 : General Zoology, or Systematic Natural History, vol. 3, n. 2, p. 313-615 (texte intégral).